# Carl-Harald
Carl-Harald, född Carl-Harald Johansson 24 december 1884 i Sya, Östergötland, död 27 oktober 1957 i Kungsholms församling i Stockholm, var en svensk skådespelare.
Han hade engagemang vid resande teatersällskap i landsorten och även i Stockholm på Mosebacke, Casino-revyn, Odéon-Teatern, Tantolundens friluftsteater och vid Vanadis-Teatern.
Han var gift med Sigrid Landberg (1902–1994). De är begravda på Skogskyrkogården i Stockholm.

## Filmografi
- 1916 – Kärlek och journalistik
- 1921 – Körkarlen
- 1928 – Gustaf Wasa del I
- 1928 – Från kyffen till hälsobostäder
- 1930 – Kronans kavaljerer
- 1931 – Falska miljonären
- 1931 – En natt
- 1932 – Svärmor kommer
- 1932 – Landskamp
- 1933 – Lördagskvällar
- 1933 – Bomans pojke
- 1933 – Hälsingar
- 1934 – Pettersson - Sverige
- 1934 – Karl Fredrik regerar
- 1934 – Atlantäventyret
- 1935 – Munkbrogreven
- 1935 – Larsson i andra giftet
- 1935 – Grabbarna i 57:an
- 1936 – Kungen kommer
- 1936 – Annonsera!
- 1937 – Skicka hem nr. 7
- 1937 – Mamma gifter sig
- 1937 – En sjöman går iland
- 1937 – En flicka kommer till sta'n
- 1937 – Adolf Armstarke
- 1938 – Vi som går scenvägen
- 1938 – Med folket för fosterlandet
- 1938 – Kamrater i vapenrocken
- 1939 – Gubben kommer
- 1939 – Midnattssolens son
- 1939 – Panik
- 1939 – Gläd dig i din ungdom
- 1940 – Stål
- 1940 – Frestelse
- 1940 – Karusellen går
- 1941 – Tänk, om jag gifter mig med prästen
- 1941 – Göranssons pojke
- 1941 – Lasse-Maja
- 1942 – Vårt frihetsarv och framtidsvärv
- 1943 – I brist på bevis
- 1943 – Aktören
- 1943 – I mörkaste Småland
- 1944 – Nyordning på Sjögårda
- 1945 – Bröderna Östermans huskors
- 1946 – Det regnar på vår kärlek
- 1947 – Nattvaktens hustru
- 1949 – Kronblom kommer till stan

## Teater

### Roller
| År   | Roll                          | Produktion                                                                          | Regi                          | Teater                                                    |
| ---- | ----------------------------- | ----------------------------------------------------------------------------------- | ----------------------------- | --------------------------------------------------------- |
| 1930 | Karlsson, poliskonstapel      | Söderkåkar Gideon Wahlberg                                                          | Hugo Jacobson                 | Tantolundens friluftsteater Flyttad till Mosebacketeatern |
| 1931 | Ljung, båtsman                | Ta' fast tjuven Gran                                                                |                               | Mosebacketeatern                                          |
| 1932 |                               | Tokstollar och högfärdsblåsor Gideon Wahlberg                                       | Gideon Wahlberg               | Tantolundens friluftsteater                               |
| 1932 |                               | Skeppar Ömans flammor Siegfried Fischer                                             |                               | Mosebacketeatern                                          |
| 1933 | Hamnarbetare Svensson         | En Söderpojke Siegfried Fischer                                                     | Siegfried Fischer             | Mosebacketeatern                                          |
| 1933 |                               | Vackra Sissi, eller Kärlek u.p.a. Gideon Wahlberg                                   | Gideon Wahlberg               | Tantolundens friluftsteater                               |
| 1933 |                               | Barn på beställning Arthur Fischer                                                  | Arthur Fischer                | Mosebacketeatern                                          |
| 1934 |                               | Greven av Gamla stan Sigge och Arthur Fischer                                       |                               | Mosebacketeatern                                          |
| 1934 |                               | Julia på camping Sigge Fischer                                                      |                               | Mosebacketeatern                                          |
| 1935 |                               | Grabbarna i 57:an Gideon Wahlberg                                                   |                               | Tantolundens friluftsteater                               |
| 1935 | Calle Jensen, tungviktsboxare | Följ me' till Köpenhamn Sigge Fischer                                               | Sigge Fischer                 | Mosebacketeatern                                          |
| 1936 | Norman, båtsman               | Hemsöborna August Strindberg                                                        | Sigge Fischer                 | Mosebacketeatern                                          |
| 1936 |                               | Augustas lilla felsteg Sigge Fischer                                                |                               | Mosebacketeatern                                          |
| 1937 |                               | Bergsprängarbruden Albin Erlandzon                                                  | Sigge Fischer                 | Mosebacketeatern                                          |
| 1937 |                               | Lördagsflirt Bjørn Bjørnevik                                                        |                               | Mosebacketeatern                                          |
| 1938 |                               | Kärlek och cirkus Gideon Wahlberg                                                   | Gideon Wahlberg               | Tantolundens friluftsteater                               |
| 1938 |                               | Stockholmsfilurer Gideon Wahlberg                                                   | Gideon Wahlberg               | Odeonteatern, Stockholm                                   |
| 1939 |                               | Luftman & C:o Gideon Wahlberg                                                       |                               | Odeonteatern, Stockholm                                   |
| 1939 |                               | Friar'n från Kisa Sigge Fischer                                                     |                               | Odeonteatern, Stockholm                                   |
| 1939 |                               | Kärlek och guldfeber Gideon Wahlberg                                                |                               | Tantolundens friluftsteater                               |
| 1939 |                               | Don Juan i 7:an Gideon Wahlberg                                                     | Gideon Wahlberg               | Odeonteatern, Stockholm                                   |
| 1939 |                               | Kärlek och landstorm Gideon Wahlberg och Walter Stenström                           | Gideon Wahlberg               | Odeonteatern, Stockholm                                   |
| 1940 |                               | Familjen Larsson Sigge Fischer                                                      |                               | Odeonteatern, Stockholm                                   |
| 1940 | Medverkande                   | Strax lite varmare, revy Gideon Wahlberg, Ch. Henry och Einar Molin                 | Gideon Wahlberg               | Odeonteatern, Stockholm                                   |
| 1940 | Medverkande                   | Luddes nöjesfält, revy Gideon Wahlberg, Ch. Henry och Einar Molin                   |                               | Odeonteatern, Stockholm                                   |
| 1941 | Medverkande                   | Luddes melodi, revy Ch. Henry och Einar Molin                                       | Gideon Wahlberg               | Odeonteatern, Stockholm                                   |
| 1941 |                               | Söders tyrolare Gideon Wahlberg                                                     | Gideon Wahlberg               | Tantolundens friluftsteater                               |
| 1941 | Medverkande                   | Luddes underbara resa, revy Ch. Henry och Einar Molin                               | Gideon Wahlberg               | Odeonteatern, Stockholm                                   |
| 1942 | Medverkande                   | Grand Hôtel Ludde, revy Ch. Henry och Einar Molin                                   | Sigge Fischer                 | Odeonteatern, Stockholm                                   |
| 1942 |                               | Sibyllan i 5:an Gideon Wahlberg                                                     | Gideon Wahlberg               | Tantolundens friluftsteater                               |
| 1942 | Medverkande                   | Glada gatan, revy Ch. Henry och Einar Molin                                         | Gideon Wahlberg               | Odeonteatern, Stockholm                                   |
| 1943 | Medverkande                   | Peppar och parfym, revy Ch. Henry och Einar Molin                                   | Gideon Wahlberg               | Odeonteatern, Stockholm                                   |
| 1943 |                               | Fattiga friare Gideon Wahlberg                                                      | Gideon Wahlberg               | Tantolundens friluftsteater                               |
| 1943 | Medverkande                   | Glitter och gliringar, revy Ch. Henry och Einar Molin                               | Gideon Wahlberg               | Odeonteatern, Stockholm                                   |
| 1944 |                               | Annie från Amörrika Sigge Fischer, Ch. Henry och Einar Molin                        | Sigge Fischer                 | Tantolundens friluftsteater                               |
| 1945 |                               | Bröllop i Tanto Gideon Wahlberg                                                     | Gideon Wahlberg Werner Ohlson | Tantolundens friluftsteater                               |
| 1946 |                               | Cirkus hela da'n Gideon Wahlberg                                                    | Werner Ohlson                 | Tantolundens friluftsteater                               |
| 1947 |                               | Tänk om jag gifter mig med August Gideon Wahlberg och Werner Ohlson                 | Werner Ohlson                 | Tantolundens friluftsteater                               |
| 1950 | Medverkande                   | Förtjusningens hus, revy Karl-Ewert, Charles Henry, Harry Iseborg och Werner Ohlson | Werner Ohlson                 | Odeonteatern, Stockholm                                   |
| 1950 |                               | Julia i farten Sigge Fischer                                                        | Sigge Fischer                 | Tantolundens friluftsteater                               |
| 1951 |                               | Karusellen på Björkeby Sigge Fischer                                                | Sigge Fischer                 | Tantolundens friluftsteater                               |
| 1952 |                               | Han valsade en sommar Sigge Fischer                                                 | Sigge Fischer                 | Tantolundens friluftsteater                               |